# Интуиционизм
Интуициони́зм — совокупность философских и математических взглядов, рассматривающих математические суждения с позиций «интуитивной убедительности». Различаются две трактовки интуиционизма: интуитивная убедительность, которая не связана с вопросом существования объектов, и наглядная умственная убедительность.
В интуиционистской математике отвергается подход классической теории множеств (в частности, не принимаются аксиома выбора и аксиома регулярности) и ряд рассуждений классической логики. Абстракция потенциальной осуществимости, которая используется в интуиционистской математике, лучше соотносится с действительностью, чем абстракция актуальной бесконечности.

## Исторический очерк
Критика теории множеств привела к возникновению трёх течений: интуиционизма Лёйтзена Эгберта Яна Брауэра, формализма Давида Гильберта и логицизма Готлоба Фреге, Бертрана Рассела, Альфреда Норта Уайтхеда. В 1904 году Брауэр подверг развёрнутой критике ряд концепций классической математики. Его внимание привлёк статус существования: можно ли потенциально построить такие объекты исследования, как неизмеримое множество действительных чисел, нигде не дифференцируемая функция? Можно ли полагать, что в окружающем мире существуют бесконечные множества объектов?
Интуиционистская математика в трактовке Брауэра — это убедительность мысленных построений, не связанная вопросом существования объектов. Другая трактовка — это «наглядная умственная убедительность простейших конструктивных процессов реальной действительности». Брауэр возражал против формализации интуиционизма.
Аренд Гейтинг сформулировал интуиционистское исчисление предикатов и интуиционистское арифметическое исчисление, Альфредом Тарским была открыта топологическая интерпретация, а Андреем Николаевичем Колмогоровым — интерпретация в виде исчисления задач. Понимание в форме рекурсивной реализуемости было предложено Стивеном Коулом Клини и поддержано научной школой Андрея Андреевича Маркова. К 70-м годам XX века было завершено построение теории свободно становящихся последовательностей.

## Интуиционистская логика
В интуиционистской математике суждение считается истинным, только если его можно доказать некоторым «мысленным экспериментом». То есть истинность утверждения «Существует объект x, для которого верно суждение A(x)» доказывается построением такого объекта, а истинность утверждения «A или B» доказывается либо доказательством истинности утверждения A, либо доказательством истинности утверждения B. Отсюда, в частности, следует, что утверждение «A или не A» может быть не истинным, а закон исключённого третьего неприемлем. Истинным математическим суждением является ряд выполненных построений эффективного характера с использованием интуиционистской логики. Эффективность не обязательно связана с наличием алгоритма и может зависеть от физических и исторических факторов, фактического решения проблем.
Основными объектами исследования интуиционистской математики являются конструктивные объекты: натуральные и рациональные числа, конечные множества конструктивных объектов со списком элементов, свободно становящиеся последовательности (последовательности выбора, каждый член которых может быть эффективно доступен), интуиционистские виды (свойства, которыми могут обладать объекты исследования). Свободно становящиеся последовательности различают в зависимости от степени информации, известной исследователю. Если закон формирования последовательности известен полностью, то её называют заданной законом, если известен только начальный отрезок — беззаконной. Виды строятся в иерархию, когда элементы вида определяются независимо от самого вида, что позволяет избегать антиномий. Виды редко являются объектами исследования, большинство результатов интуиционистской математики можно получить без их использования.

## Интуиционизм и другие математические подходы
В трактовке теории множеств не делается различие между абстрактными объектами и объектами, существование которых можно подтвердить построением. В классической математике на бесконечные множества экстраполировали свойства и законы конечных совокупностей. При этом не существует способа эффективного построения объектов, что находит своё отражение в так называемых «теоремах чистого существования». Отсутствие возможности построения не имеет связи с антиномиями теории множеств и относится ко всем разделам математики.
Значительное влияние друг на друга оказали концепции формализма и интуиционизма. Содержательные критерии метаматематики, необходимые для обоснования непротиворечивости формальных теорий, обычно уточняются в рамках интуиционизма. В то же время, ряд результатов интуиционистской логики был получен с помощью формализации метода.
В широкой трактовке конструктивное направление математики можно рассматривать как часть интуиционистской математики.